# Медицина у Првом српском устанку
Медицина у Првом српском устанку, је хронолошки приказ медицинске струке и формирања војне санитетске службе у првој деценији обнављања српске државе (1804—1913). Народни видари, ранари и други приучени људи дали су значајан допринос у збрињавању болесних и повређених у Првом српском устанку. Међу њима најпознатији је био извесни хећим Тома Константиновић. Велика већина рањеника устаничке војске, збрињавана је по принципу „од себе“, и са бојног поља упућивана је на лечење код својих кућа. Ма како да је појединцима била кућа далеко од бојишта где је рањен, ма како да је имао тешке ране, он је морао кући – само кући.
Према последњим истраживањима, већ на почетку Првог српског устанка војска је почела са организовањем санитетске службе, која у том периоду није постојала ни у многим Европским војскама. На позив устаника и њихове власти у Србију долазе школовани војни хирурзи, а на основу личне Карађорђеве молбе упућене Русији 1807. и медицинска помоћ, руских трупа. Руси су тих година у Србији основали праве ратне медицинске и хируршке станице за збрињавање повређених и оболелих у сукобима са Османлијама и месног становништва. Први школовани лекар и хирург који је 1809. године дошао у Србију био је др Иван Морчевски.

## Општа историја српске медицине под Османлијама
Битка на Косову пољу дефинитивно је решила судбину Србије, јер након ње у земљи Србији више није било силе која је могла да се супротстави Османлијском освајању. Доласком Османлија, пропада српска средњевековна држава, а са њом и свеукупни културни и медицински развој. У новонасталим условима српска средњовековна медицина, која је била у успону, стагнира и постепено назадају све до краја 18. века. Највећи број болница у Србији је затворен. Најдуже су се задржале болнице у манастиру Милешева и Високим Дечанима. Османлије нису оснивале болнице у поробљеној Србији, али су у сваком граду саградили јавна купатила, хамаме.
Донесена од стране Османлија, исламска медицина била је само бледа слика јако цењене арапске медицине. У Србију су ретко долазили учени лекари из Турске као нпр Хетвани Ахмедефендија средином 17. века. Медицина је била у рукама лаика; хоџа, грчких и народних емпирика и других народних лекара (видара, ранара, травара), бербера, „мајстора“ за намештање прелома и ишчашења, али и врачара и све бројнијих варалица. 
Тако је медицина у Србији, постала мешавина магијске медицине, етномедицине повремено са траговима научне медицине. 
Настало је „златно доба“ магијске медицине у коме су доминантно место имале врачаре и гатаре, а теологија и народна медицина неретко су се не само додиривале него и на специфичан начин умногоме и преклапале.
У просторима где се средњовековна медицина показивала као немоћна владало је надрилекарство или, пак, раширено веровање у чудотворну моћ хришћанских светитеља и њихових моштију. Тада би болесни и њихова родбина, понесени верском заслепљеношћу и очајањем, хрлили ка местима која су им нудила могућност исцељења, уз помоћ чудотворних и моћних реликвија у лечењу свакојаких тегоба и болести.
У практичном животу прихватао се сваки метод за који се сматрало да може довести до оздрављења. Као што сваки лек у свом опису има одређена својства помоћу којих је лечио болести, тако је и свака молитава и реликвија доприносила исцељењу одређене врсте болести. У манастирским болницама, које су неретко биле у непосредном окружењу исцелитељских моштију светитеља – на пример, манастир Студеница и мошти Светог Симеона, или манастир Дечани и мошти Светог Стефана Дечанског – приликом лечења оболелих није се ослањало само на молитву и чудотворне мошти, већ су биље и други лекови били део инвентара болничке апотеке.
У средњовековна чуда лекара светитеља, као што су Козма и Дамјан, убројана су и она исцељења заснована на рецептима које су свети лекари препоручивали болеснима, а који су обично били састављени од дрога биљног и животињског порекла. Тако се у многим манастирима лечило не само молитвама и светом водом, већ су справљани и извесне мелеме или је болеснима препоручивано да се обрате одређеним лекарима.

## Стање у српској медицини с почетка 19. века
И док је Нови век у Европи почео с краја 15. века, у Србији је он, реално гледано, почео четири века касније или с почетка 19. века. У том периоду, десила се и индустријска револуција (18. век) у Енглеској, Сједињена Америчке Државе су постале независне и донеле устав 1789, а исте године почела је и Велика француска револуција (1789-1794). И док се Европа све више развијала, њени савремени покрети (ренесанса, рационализам и романтизам) нашироко су заобилазили Србију. која је већ пети век патила под Османлијским зулумом.
Српска медицина, која је у Средњем веку била равноправна са европском, с почетка 19. века била је међу најзаосталијима у Европи, и морала је чекати велике српске устанке, како би се ослободила вишевековне заосталости и назадовања под Османлијама.
Здравствене прилике с почетка 19. века или пред сам Први српски устанак биле су тешке. Поред личне и имовинске несигурности, становништво је трпело зулум Османлија, природне непогоде, неродне године и глад. У таквим условима не само да су се често јављале заразне болести, већ су се оне масовно шириле у виду епидемија (пегави тифус, вариола, маларије, куга) али и друге незеаразне болести.
Након Кочине крајине, која је славно почела, Срби су били побеђени, Коча са 60 ратника набијен је на колац код Текије 1788, а даљи сукоби обустављени су 1791. године. Међутим наредне године су за Србе биле све теже, па се становништво из многих српских области (Левач, Темница, Белица, Јасеница, Топола), исељава у сремска села или живи по збеговима, све док их Карађорђе пред устанак није позвао натраг. Међутим нису се сви вратили:
| „ | На оне који су кренули из београдске околине и пребегли преко Саве, према речима проте Матије Ненадовића:...удари некаква болест у сав овострани народ, те помре..., па се може рећи да се само половина вратила од оних, који су тамо прешли. Године 1792. године јавила се опет једна епидемија куге, коју је пратило и лоше здравствено стање, па се она проширила и на североисточну Србију (прво се куга појавила у Поречу, затим у Крајини). | ” |

Пред почетак Првог српског устанак, организоване санитетске службе у Србији није било, као ни страних, школованих лекара. Помоћ болеснима и рањенима пружале су припадници народне или традиционалне медицине. Најчешће су то биле жене видарице, видари, бербери, ранари,..као и људи вични да саставе поломљене кости и изврше приручну имобилизацију. Тешки болесници и рањеници до њих су преношени на платну разапетом између два товарна коња или су превожени воловским колима.
О стању медицине у поробљеној Србији у предвечерје Првог српског устанка најбоље говоре речи земунског градског физикуса Валконеа:
| „ | Ко хоће да буде лекар и апотекар у Србији, њему није потребно знање, већ само воља да се посвети једном или другом или звањима, пошто се тамо не траже никаква уверења о стеченим способностима. Турчин, својим к'сметом замагљен, живи здрав или болестан спокојно или равнодушно. Србин се налази још на ниском ступњу културе, иако је прихватљив за оно што је боље. Празноверица и врачање помажу му у невољи. Под таквим околностима има тамо доста разних пустолова, тамо има свакојаких лекара и апотекара. | ” |

## Српска ратна медицина у Првом српском устанку
Године 1804. почео је Први српски устанак. Историјски подаци о медицнској заштити, санитетској служби и збрињавању рањеника из тог периода врло су оскудни, мада се претпоставља да су народни лекари лечили народ и устанике током трајања устанка. Када је устанак почео, није постојала организована санитетска служба. Тада није било у српским крајевима ни страних, школованих лекара. Као што су храну достављали устаницима њихови рођаци, симпатизери и пријатељи, тако је било и са лечењем рањеника.
На основу писма нађеног у Хисторијском архиву српског ученог друштва, које је Народни совјет упутио сербском војводи Антонију Пљакићу, може се закључити да је сваки крај добијао по једног народног видара, кад су војске биле на окупу:
| „ | Кад се започне воевати, ми ћемо одредити Јанка ећима на ваш краи. | ” |

Постоји и податак да је Одлуком Правитељствујушћег совјета сербског Карађорђевом војводи Антонију Пљакићу додељен хећим Јанко. Међутим према веродостојном тврђењу савременика тих догађаја, Вука Стефановића Караџића, само су поједини устанички одреди имали народне хирурге (видаре рана). Овом иду у прилог, према писању В. Станојевић и две чињенице: прва, да никаква санитетска служба није постојала у Карађорђевој војсци, и друго, да је Први српски устанак почео као буна која је касније прерастала у устанак.
Још пре почетка устанка у Крагујевцу и Београду било је неколико калоијатара, и путујућих калоијатара, а свако село имало је свог видара, па се претпоставља да су на почетку устанка они учествовали у лечењу рањених устаника.
Значајну улогу имали су  руски xapypзи о чијем ангажовању сазнајемо из аустроугарских обавештајних података  од 30. jyла 1809. rодине y којима се наводи да су у Београд стигла три руска војна хирурга.

### Врсте повреда и начин лечења
Повреде нанете од хладног или ватреног оружја у Првом српском устанку биле су јако тешке и сложене за лечење. 
| „ | Помињу их и народне песме, а зна се да су поједини јунаци, као, на пример, Узун Мирко, који је више пута рањаван, лечен и успешно је ране преболео. Јован Курсула имао је 17 рана, а најстрашнија била је од Џида копља које га је на Делиграду, како наводи проф. Влада Станојевић, "пронизало", копље се преломило а више од аршина остало да штрчи ван тела. | ” |

О оперативном лечењу тога доба тешко је говорити јер недостају валидни подаци. Зна се да су обављане ампутације, али у несептичким условима са великим ризиком и процентом смртности. Велик проблем у лечењу рана и других хируршких болести произилазио је из лоших социо-економских услова живота болесних и рањених и непознавања основних хигијенских постулата (пре свега прања руку пре хируршке интервенције) што је била основа за развој постоперативне инфекције и контагиозних болести.
У таквим условима спас за ретке оперисане или најчешће неоперисане рањенике очекивао се од самоисцељења и употребљених мелема.
| „ | Вук Караџић пише да наши самоуки лекари нису могли 1809. године извадити куршум из ране Петра Јокића, те је зрно носио неколико година, док му на крају у Земуну не извадише немачки учени видари. А Милан Ђ. Милићевић наводи податке за Вићентије Петровића из Кораћице, који је учествовао у оба устанка, да је током живота носио у себи низ танади. Тек када је умро, сазнало се да је имао 12 куршума у телу. | ” |

Тадашње лечење било је конзервативно и сводило се углавном на покривање рана лишћем (зеља, купуса, црног лука) и лековитим травама у циљу смиривања инфекције и извлачења гноја из гнојних рана. Изгледа да је народ рано уочио корисна својства биљака па је најупотребљаванију лат. Betonica officinalis - „ранилист“ назвао „Рањеник“.
Отворене ране су лечене различитим средствима али ако је инфекцијама рана била узрок сепсе најчешће се завршавала смртним исходом. У борби против инфекције коришћен је антимон и бакар као локални антисептик у праху. Соли бакра, вино и врста тамјана су се такође користили као антисептици током извођења неких хируршких интервенција. Отворене ране без компликација третиране су иситњеном бакарном рудом, неким врстама креде, хладном водом, сирћетом или вином као стиптиком. Сунђер или вунене тканине претходно искуваване у меду, вину или сирћету коришћене су као адстрингенси и за чишћење рана.
Ране су превијане лишћем врбе (што је оригинални извор аспирина) и компресама од буђавог хлеба (јер буђ садржи натуралне антибиотике). Чистоћа рана одржавана је редовним ритуалним купкама а инфекција спречавана и редовним апликацијама меда. Мед се користио и као средство за облагање опекотина јер је примећено да може спречити гнојење отворених рана.
У конзервативни третман спадало је и: „пуштање крви“ било директно пресецањем крвног суда или коришћењем пијавица, отварање гнојних апсцеса и растерећењем ретенције усисавањем устима.

### Прва помоћ на бојишту, организација збрињавања и евакуација рањеника
Прву помоћ рањеници су пружали један другоме на самом бојишту, због недостатка санитетског кадра, а из борбе су их извлачили њихови саборци. Након тога рањеници су лечени у кућама симпатизера устанка и хуманих људи у близини места рањавања. Рањенике су после великих битака са бојишта односили у манастире, где су их калуђери молитвама и методама манстирске медицине лечили. Тако је нпр:
| „ | Тодор Војиновић, јунак Првог устанка, тешко је рањен у кук и излечен у манастиру Радовишници. Рањени капетан Жика који је основао делиградска утврђења (зајажало Турства), са Делиграда, на велику суботу, однесен је у манастир Св. Романа. Тражено млеко није добио „јербо је пост“, а на први дан Ускрса је умро. | ” |

Део рањеника одвожен је и у збегове, где је било самоуких народних лекара.
У време борби које су устаници водили за Београд, на Ташмајдану је постојала устаничка болница, која је према неким подацима била лоцирана у пећини, па се претпоставља да је највероватније функционисала као прихватилиште и завојиште. Међутим, постоји запис да се у њој лечио, Хајдук Вељков војник Ђорђе–Топал Петровић, скоро годину и по дана.
Тешке рањенике устаници су слали на лечење и у Београд, код славне видарице Ћира Мане, госпође мајке и њеног сина хећим Томе Константиновића.
Тешки болесници и рањеници са бојишта су преношени на рукама сабораца или на платну разапетом између два товарна коња или су превожени воловским колима. Тако је 1807. тешко рањени Милош Обреновић из Ужица евакуисан на платну разапетом између коња у Београд на даље лечење код хећима Томе, који га је за сразмерно кратко време излечио. Хећим Тома је посебно био награђен од кнеза Милоша када је успео поред њега да излечи и ногу Димитрија Русијанца „за коју је др Ђорђе Мушицки тврдио да се не може излечити и да је једини спас да се отсече. У лечењу хећим Тома је између осталога примењивао и „куриозум“ (аспирацију), која се састојала у томе да је из разних гнојних канала, посисавао (аспирирао) гној својим устима. Као поклон од кнеза Милоша после доста година добио је кућу у којој је формирао Кафану ? која се тада звала „Ећим Томина кафана“.
Чувена Баба Станија устаницима је у Београду намештала не само свеже већ и застареле преломе. Баба Станији (која је школовала бројне народне лекаре), а нешто касније одређена јој је и годишња пензија, и слати су јој ученици „да не би пропало њено знање“, како је писало у образложењу одлуке. 
Како су бојеви били све тежи а број рањених све већи велику већину тешких рањеника устаничка војска је упућивана на лечење код својих кућа.
| „ | Ма како да је појединцима била кућа далеко од бојишта где је рањен, ма како да је имао тешке ране, он је морао кући – само кући. Тако је нпр Јован Курсула који је у бици на Делиграду 1813, задобио седамнаест рана, и потом био евакуисан у своје село Цветке, чак у Рудничком округу на даље лечење. Током евакуације пратио га је неки народни видар. | ” |

### Руска војна санитетска помоћ
Према расположивим изворима није познато да ли су руски санитетски органи директно учествовали у Првом српском устанку. Међутим, индиректно (као врло реална), може се прихватити могућност да су у периоду од 1807. до 1810., када је генерал Исајев са својим трупама помагао српској устаницима и заједно са њима водио неколико битака са Османлијама у Тимочкој Крајини (1807 ) и Поморављу (Варварин, 1810) :
| „ | ...заједно са регуларним трупама ишле и руске санитетске јединице и да су у борбеној сарадњи вероватно пружале медицинску помоћ и српским устаницима. До увида у архивску грађу ондашње руске подунавске војске, уколико је сачувана, ово за сада остаје само реална претпоставка коју би било корисно истражити. | ” |

Како су руске трупе држале гарнизон у Београду, претпоставља се да се стање здравствене заштите у устаничкој Србији значајно поправило, пре свега када је 1809. за штабног доктора руских трупа у Београду постављен доктор Иван Морачевски, виши војни доктор и хирург. Он је у Србију донео не само медицинско знање већ и веома важну новчану и материјалну помоћ (хируршки инструментаријум и друго медицинску опрему). Са њим је дошао и фелчер Алањин. Доктор Морачевски је први доктор (војни хирург) који је дошао у Србију, знатно пре Александридија. Биће запамћен по томе што се као хирург истакао октобра 1811. у борбама око Ниша и Видина, када је неуморно оперисао и лечио српске рањенике и становништво.
Наполеонова инвазија на Русију 1912. године прекинула је војну сарадњу са Карађорђевим устаницима, повлачењем руских трупе и војног санитет из Београда. Наиме импресивна војна сила састављена од скоро свих европских држава, са преко 600 000 војника, довела је до Бородинске битке, спаљивања Москве уз огромне губитке и разарања Русије. Ову ситуацију Османлије су вешто искористили да 1813. угуши Први српски устанак, кршећи тако тачку 8 Букурешког уговора, који је Русија склопила са Турском уочи Наполеонове инвазије 1812. године не би ли заштитила своје интересе на Балкану.

### Улага пречана из Војводине у збрињавању рањеника
У збрињавању повређених за време Првог устанка имали су и лекари Срби „пречани“ из Војводине, којих је почев од средине 18. до средине 19  века било 30, који су се због личне и екмономске несигурности ретко прелазили у Србију и у њој се насељавали.  Ценећи њихову стручност нпр београдски везир у случају болести позивао је за медицинску помоћ директора земунског контумаца др Минаса, а то су чинили касније и кнез Милош и његова браћа. Болесне чланове својих породица Срби су слали у Земун на лечење, а и лекари „пречани“ тајно су прелазили у Београд (нпр. др Минас, др Камбер и др).
Међу најранијим сведочанствима о лечењу рањених српских бораца у суседној Аустрији је документ о лечењу Карађорђевог војводе Цинцар Јанка Поповића у Земуну од рана задобијених у бици на Мишару (1806). Лечио га је контумацки хирург Endrödy. Војвода је морао да напусти Земун пре излечења из страха да не буде ухапшен.